# 末長一志
末長 一志（すえなが いっし、1924年10月24日 - 2015年1月16日）は、日本の経営者。三井造船社長を務めた。兵庫県出身。

## 経歴・人物
1946年に東京帝国大学工学部船舶工学科を卒業し、同年に三井造船に入社。1976年6月に取締役に就任し、1979年6月に常務、1982年6月に専務、1985年6月に副社長を経て、1986年6月に社長に就任。1988年6月に取締役相談役に就任し、1989年6月に相談役を経て、1998年10月に特別顧問に就任。
2015年1月16日、急性腎不全のために死去。90歳没。